# Tetramorium azcatltontlium
Tetramorium azcatltontlium is een mierensoort uit de onderfamilie van de Myrmicinae. De wetenschappelijke naam van de soort is voor het eerst geldig gepubliceerd in 2011 door Marques, Vásquez-Bolaños & Quesada.